# Місато (Сайтама)

35°49′49″ пн. ш. 139°52′21″ сх. д. / 35.83028° пн. ш. 139.87250° сх. д.
Міса́то (яп. 三郷市, みさとし, МФА: [mʲisato ɕi̥]) — місто в Японії, в префектурі Сайтама.

## Короткі відомості
Розташоване в південно-східній частині префектури, в межиріччі річок Едо й Нака. Виникло на місці декількох рисівницьких сіл раннього нового часу. Основою економіки є сільське господарство, рисівництво, харчова промисловість, комерція. Станом на 1 жовтня 2008 площа міста становила 30,16 км². Станом на 1 січня 2009 населення міста становило 129 310 осіб.

## Міста-побратими
- Адзуміно, Японія (1984)
- Санґо, Японія (1986)
- Хіроно, Японія (2008)